# Robert Benjamin Kübel
Robert Benjamin Kübel (* 12. Februar 1838 in Kirchheim/Teck; † 2. Dezember 1894 in Tübingen) war ein lutherischer Theologe und Hochschullehrer.

## Leben und Wirken
Nach dem Besuch des Evangelisch-theologischen Seminars Schöntal begann Robert Kübel 1856 im Evangelischen Stift Tübingen sein Studium der Evangelischen Theologie. Nach diesem Studium und der ersten theologischen Dienstprüfung (1860) war Kübel zunächst für ein Jahr in Schwäbisch Gmünd als Vikar der Evangelischen Landeskirche in Württemberg, anschließend über vier Jahre Repetent am Evangelisch-theologischen Seminar Blaubeuren. Im Anschluss an eine 1865 geführte Studienreise nach Paris und die zweite theologische Dienstprüfung war er dann als Repetent am Evangelischen Stift Tübingen tätig. 1867 wurde er zweiter Pfarrer in Balingen, 1874 in Ellwangen – unterbrochen von einer Lehrtätigkeit am Predigerseminar in Herborn. Im Jahre 1879 wurde er als Nachfolger von Johann Tobias Beck als Professor für Theologie an die Eberhard-Karls-Universität Tübingen berufen, zugleich wurde ihm der theologische Doktortitel verliehen. Kübel lehrte vor allem Dogmatik, Ethik und Exegese des Neuen Testaments. Außerdem wirkte er in Tübingen als Seelsorger und Frühprediger an der Tübinger Stiftskirche.

## Veröffentlichungen (Auswahl)
- Das alttestamentliche Gesetz und seine Urkunde. Ein Beitrag zum Verständniß seiner Stellung und Bedeutung in der Entwicklung der göttlichen Offenbarung. Steinkopf, Stuttgart 1867.
- Bibelkunde. Erklärung der wichtigsten Abschnitte der heiligen Schrift und Einleitung in die biblischen Bücher. Zwei Bände. Steinkopf, Stuttgart 1870 (7. bzw. 8. Auflage 1903/1914).
- Das christliche Lehrsystem nach der Heiligen Schrift. Steinkopf, Stuttgart 1873.
- Umriß der Pastoraltheologie. 2. Aufl. Steinkopf, Stuttgart 1874.
- Predigten und Schriftbetrachtungen nach dem Kirchenjahr geordnet. Klein, Barmen 1874.
- Katechetik. Moser, Stuttgart 1877.
- Über den biblischen Begriff der Wahrheit. Akademische Antrittsrede gehalten zu Tübingen am 29. Mai 1879. Fues, Tübingen 1879.
- Über das Verhältniss von Glauben und Werken bei Jakobus. Fues, Tübingen 1880.
- Über den Unterschied zwischen der positiven und der liberalen Richtung in der modernen Theologie. Beck, Nördlingen 1881 (2. Aufl. 1893).
- Kleine Bibelkunde. Das Wichtigste von und aus der hl. Schrift. Steinkopf, Stuttgart 1885 (9. Aufl. 1914).
- Christliche Bedenken über ein modern christliches Wesen. Bertelsmann, Gütersloh 1888.
- Über das Wesen und die Aufgabe einer bibelgläubigen Theologie. Steinkopf, Stuttgart 1889.
- Die Offenbarung Johannis. Für bibelforschende Christen zur Lehre und Erbauung. Beck, München 1893.
- Predigten für alle Sonn- und Festtage des Kirchenjahres, mit ... Mitteilungen aus seinem Lebensgang. Beck, München 1895.
- Robert Kübel. Nach eigenen Aufzeichnungen geschildert. Steinkopf, Stuttgart 1895 (mit Schriftenverzeichnis).

- Christliche Ethik. Akademische Vorlesung. Zwei Bände, hrsg. von Gottlob Weißer. Beck, München 1896.